# Запис храст код манастира (Каленићки Прњавор)
Запис храст код манастира (Каленићки Прњавор) се налази на парцели чији је власник Српска православна црква - Православна епархија шумадијска - Манастир Каленић.

## Локација
| Општина             | Рековац                                                          |
| Катастарска општина | Каленићки Прњавор                                                |
| Потес               | Село                                                             |
| Координате          | 43° 46′ 20″ С; 20° 59′ 33″ И / 43.772199999999998° С; 20.9925° И |
| Надморска висина    | 442m                                                             |

## Карактеристике
Дендрометријске вредности утврђене на терену и сателитским снимцима:
| Стабло                     | Храст |
| Висина стабла              | m     |
| Обим дебла                 | m     |
| Пречник крошње             | 5m    |
| Пречник дебла              | m     |
| Висина дебла до прве гране | m     |

## База записа
Запис је у оквиру Викимедија пројекта "Запис - Свето дрво" заведен под редним бројем 0392.